# Maite Pagazaurtundúa
María Teresa Pagazaurtundua Ruiz (Hernani, Guipúzcoa, 11 de febrer de 1965), més coneguda com Maite Pagazaurtundua o Maite Pagaza, és una política, activista i escriptora espanyola. Ha sigut eurodiputada independent integrada a la delegació Ciutadans, dins del grup Renovar Europa.
Va néixer a Hernani el 1965. La seva mare, Pilar Ruiz, va ser refugiada de guerra i amb el temps es va convertir també en activista per les llibertats a Euskadi. És la menor de tres germans. Un d'ells, Joseba Pagazaurtundúa, va ser assassinat per ETA el 2003.
Va estudiar en una Ikastola i es va llicenciar en Filologia Hispànica i en Filologia Basca per la Universitat de Deusto. També va cursar estudis de Dret. Durant la seva joventut va establir la seva residència a Sant Sebastià. Després de l'assassinat del seu germà Joseba a mans d'ETA, es va traslladar amb la família, per recomanació policial, fora del País Basc. Està casada i té dues filles.
Va ser segona a la llista d'UPYD per a les eleccions europees de 2014. Ha sigut membre del Comitè de Llibertats Civils, Justícia i Afers Interiors (LIBE), del Comitè de Desenvolupament (DEVE) i del Comitè de Drets Humans (DROI). El 2020, també es va unir al Comitè Especial d'Interferència Estrangera en tots els processos democràtics de la Unió Europea. Després de convertir-se en cap de la delegació de la UPYD l'octubre de 2014, també es va convertir en membre de la comissió d'Afers Constitucionals (AFCO), centrada en la ciutadania europea. Pagazaurtundua està especialitzada en terrorisme internacional, radicalització i fanatisme religiós, així com en prevenció de la radicalització violenta i el gihadisme. Ha donat suport a diferents causes a nivell internacional, com la democràcia i la llibertat a Veneçuela o l'oposició iraniana.
El 2024 va dir que deixava la política i que no es presentaria a les eleccions europees.